# Джордан Біннінгтон
Джордан Біннінгтон (англ. Jordan Binnington, нар. 11 липня 1993, Ричмонд-Гілл) — канадський хокеїст, воротар клубу НХЛ «Сент-Луїс Блюз».
Володар Кубка Стенлі.

## Ігрова кар'єра
Хокейну кар'єру розпочав 2008 року на юніорському рівні виступами за «Торонто Діксі Бігівс». У 2009 дебютує в ОХЛ у складі «Оуен-Саунд Аттак». У фіналі Меморіального кубку 2011 отримав приз найкращого воротаря.
2011 року був обраний на драфті НХЛ під 88-м загальним номером командою «Сент-Луїс Блюз».
29 травня 2012 року уклав трирічний контракт з «блюзменами» але наступні два сезони відіграв у складі «Оуен-Саунд Аттак» та «Пеорія Рівермен» (АХЛ).
У 2013 захищав кольори молодіжної збірної Канади на чемпіонаті світу.
З 26 листопада 2014 захищає кольори «Каламазу Вінгс», а згодом переходить до «Чикаго Вулвс». 14 січня 2016, дебютує за «блюзменів» у програному матчі 1–4 проти «Кароліна Гаррікейнс», замінивши травмованого Браєна Елліотта. 15 липня 2016, Джордан уклав однорічний контракт із «Сент-Луїс Блюз».
З 9 жовтня 2017 захищає кольори клубу «Провіденс Брюїнс».
6 липня 2018 укладає однорічний контракт з «Сан-Антоніо Ремпедж».
9 грудня 2018 Біннінгтона відкликають з АХЛ. 2 січня 2019, він виходить основним голкіпером «блюзменів» в переможному матчі 3–0, проти «Філадельфія Флаєрс». Біннінгтон відбив всі 25 кидків та став 35-м воротарем НХЛ, який відіграв на нуль в першій грі. Цього сезону Джордана у лютому та березні визнано найкращим воротарем-новачком.
4 квітня 2019, він встановлює новий рекорд для воротарів-новачків, 23-й переможний матч 7–3 у сезоні проти «Філадельфія Флаєрс».
10 квітня Джордан відіграв перший матч в плей-оф у якому його команда здобуває чергову перемогу 2–1 над «Вінніпег Джетс», а сам він відбив 25 з 26 кидків. 27 квітня його номінували на Пам'ятний трофей Колдера. Здолавши в чвертьфіналі конференції «Вінніпег Джетс», у півфіналі конференції в семи іграх здолали «Даллас Старс».
19 травня 2019 у п'ятому матчі фіналі конференції «блюзмени» в суху переграли «Сан-Хосе Шаркс» 5–0. Загалом у плей-оф він встановиви новий рекорд для новачків-воротарів 16 переможних матчів. Також за підсумками сезону він потрапив до молодіжного складу всіх зірок НХЛ.
Після здобуття Кубка Стенлі на наступний день він уклав новий дворічний контракт з «блюзменами».

## Нагороди та досягнення
- Команда всіх зірок Меморіального кубку — 2011.[20]
- Найкращий воротар ОХЛ — 2013.[21]
- Матч всіз зірок АХЛ — 2018.
- Гравець місяця — лютий, березень 2019.[13][22]
- Молодіжна команда всіх зірок НХЛ — 2019.[23]
- Володар Кубка Стенлі в складі «Сент-Луїс Блюз» — 2019.[24]
- Учасник матчу усіх зірок НХЛ — 2020.

## Статистика

### Клубні виступи
| 2008–09      | «Торонто Діксі Бігівс» | ОЮХЛ         | 1   | 0   | 1  | 0  | 59     | 3   | 0  | 3.04 | .923 | —  | —  | —  | —     | —   | — | —    | —    |
| 2009–10      | «Оуен-Саунд Аттак»     | ОХЛ          | 22  | 6   | 10 | 2  | 1068   | 79  | 0  | 4.44 | .888 | —  | —  | —  | —     | —   | — | —    | —    |
| 2010–11      | «Оуен-Саунд Аттак»     | ОХЛ          | 46  | 27  | 12 | 5  | 2596   | 132 | 1  | 3.05 | .899 | 7  | 4  | 2  | 355   | 19  | 0 | 3.21 | .894 |
| 2011–12      | «Оуен-Саунд Аттак»     | ОХЛ          | 39  | 21  | 17 | 1  | 2304   | 115 | 1  | 2.99 | .906 | 2  | 0  | 2  | 120   | 10  | 0 | 5.00 | .863 |
| 2011–12      | «Пеорія Рівермен»      | АХЛ          | 1   | 0   | 1  | 0  | 60     | 3   | 0  | 3.02 | .921 | —  | —  | —  | —     | —   | — | —    | —    |
| 2012–13      | «Оуен-Саунд Аттак»     | ОХЛ          | 50  | 32  | 12 | 6  | 3011   | 109 | 7  | 2.17 | .932 | 12 | 6  | 6  | 705   | 33  | 0 | 2.81 | .916 |
| 2013–14      | «Каламазу Вінгс»       | ХЛСУ         | 40  | 23  | 13 | 3  | 2398   | 94  | 1  | 2.35 | .922 | 3  | 1  | 1  | 223   | 7   | 0 | 1.89 | .946 |
| 2013–14      | «Чикаго Вулвс»         | АХЛ          | 1   | 1   | 0  | 0  | 65     | 3   | 0  | 2.78 | .912 | —  | —  | —  | —     | —   | — | —    | —    |
| 2014–15      | «Чикаго Вулвс»         | АХЛ          | 45  | 25  | 15 | 4  | 2555   | 100 | 3  | 2.35 | .916 | 5  | 2  | 3  | 333   | 12  | 0 | 2.16 | .938 |
| 2015–16      | «Чикаго Вулвс»         | АХЛ          | 41  | 17  | 18 | 5  | 2340   | 111 | 1  | 2.85 | .907 | —  | —  | —  | —     | —   | — | —    | —    |
| 2015–16      | «Сент-Луїс Блюз»       | НХЛ          | 1   | 0   | 0  | 0  | 13     | 1   | 0  | 4.69 | .750 | —  | —  | —  | —     | —   | — | —    | —    |
| 2016–17      | «Чикаго Вулвс»         | АХЛ          | 32  | 16  | 7  | 8  | 1879   | 85  | 2  | 2.71 | .911 | 2  | 0  | 0  | 65    | 2   | 0 | 1.86 | .950 |
| 2017–18      | «Провіденс Брюїнс»     | АХЛ          | 28  | 17  | 9  | 1  | 1606   | 55  | 1  | 2.05 | .926 | 3  | 1  | 1  | 137   | 10  | 0 | 4.39 | .865 |
| 2018–19      | «Сан-Антоніо Ремпедж»  | АХЛ          | 16  | 11  | 4  | 0  | 922    | 32  | 3  | 2.08 | .927 | —  | —  | —  | —     | —   | — | —    | —    |
| 2018–19      | «Сент-Луїс Блюз»       | НХЛ          | 32  | 24  | 5  | 1  | 1876   | 59  | 5  | 1.89 | .927 | 26 | 16 | 10 | 1560  | 64  | 1 | 2.46 | .914 |
| 2019–20      | «Сент-Луїс Блюз»       | НХЛ          | 50  | 30  | 13 | 7  | 2848   | 126 | 3  | 2.56 | .912 |    |    |    |       |     |   |      |      |
| 2020–21      | «Сент-Луїс Блюз»       | НХЛ          | 42  | 18  | 14 | 8  | 2,448  | 108 | 0  | 2.65 | .910 | 4  | 0  | 4  | 234   | 14  | 0 | 3.59 | .899 |
| 2021–22      | «Сент-Луїс Блюз»       | НХЛ          | 37  | 18  | 14 | 4  | 2,145  | 112 | 2  | 3.13 | .901 | 6  | 4  | 1  | 315   | 9   | 0 | 1.72 | .949 |
| 2022–23      | «Сент-Луїс Блюз»       | НХЛ          | 61  | 27  | 27 | 6  | 3,517  | 194 | 2  | 3.31 | .894 | —  | —  | —  | —     | —   | — | —    | —    |
| 2023–24      | «Сент-Луїс Блюз»       | НХЛ          | 57  | 28  | 21 | 5  | 3,291  | 156 | 3  | 2.84 | .913 | —  | —  | —  | —     | —   | — | —    | —    |
| Усього в НХЛ | Усього в НХЛ           | Усього в НХЛ | 280 | 145 | 94 | 31 | 16,237 | 756 | 15 | 2.79 | .908 | 41 | 20 | 20 | 2,375 | 108 | 1 | 2.73 | .910 |